# حکیم‌آباد (زرندیه)
حکیم‌آباد روستایی است از توابع بخش مرکزی شهرستان زرندیه در استان مرکزی ایران.

## جمعیت
این روستا در دهستان حکیم‌آباد قرار دارد و براساس سرشماری مرکز آمار ایران در سال ۱۳۹۵، جمعیت آن ۱۳۲۲ نفر (۴۲۰ خانوار) است.